# 다이묘

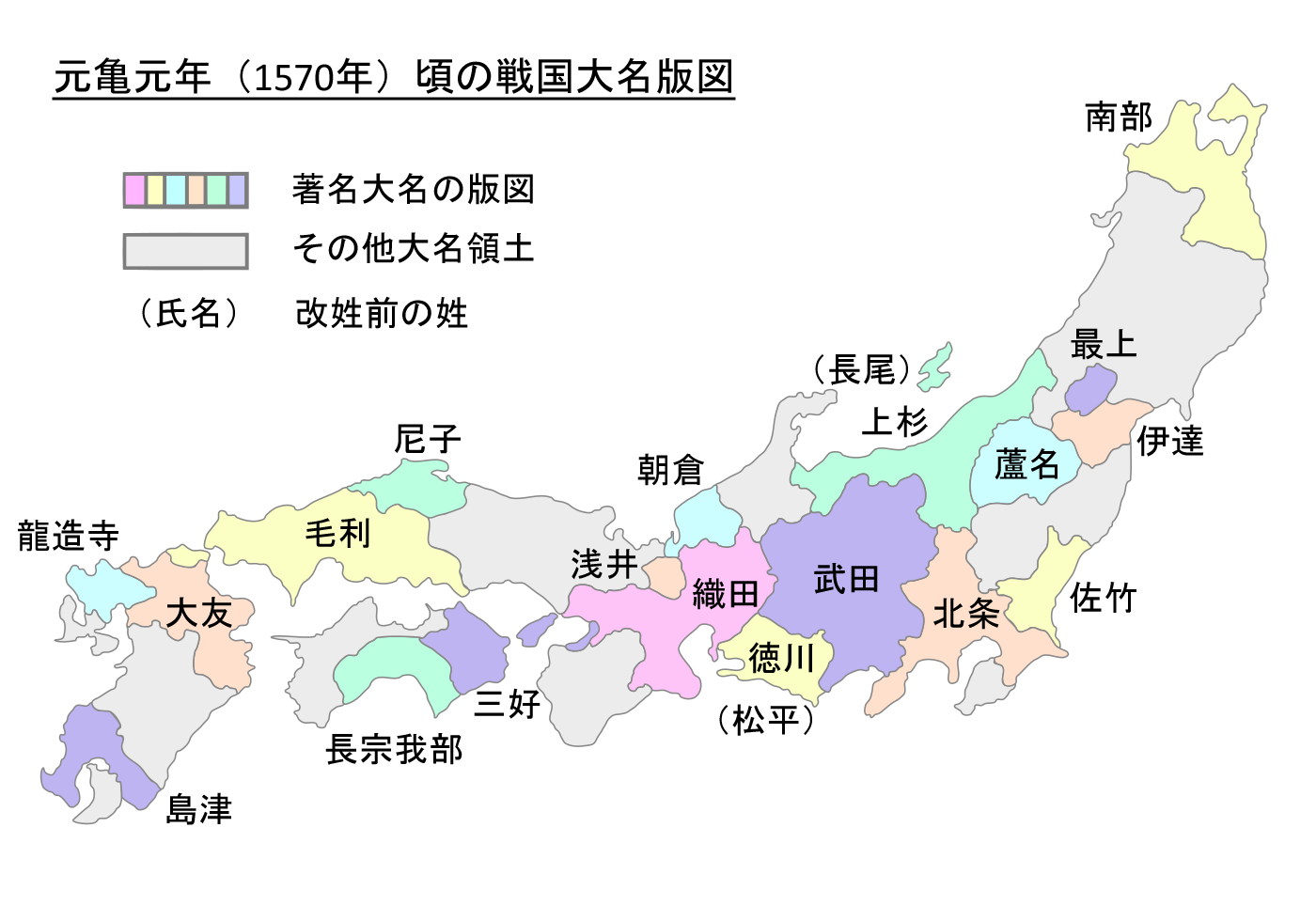
1570년 무렵 센고쿠 다이묘의 판도

다이묘(일본어: 大名)는 일본의 중세에서 근대에 이르기까지 번 등의 영지를 소유하였던 영주이다. 헤이안 시대 말 무렵부터 기록에 등장하는 다이묘라는 명칭은 원래 장원 등을 포함한 사유지인 묘덴(名田)을 소유한 지주를 뜻하였으나 이후 근세까지 내포하는 의미를 달리하며 다이묘라는 명칭이 계속 사용되었다.
다이묘의 기준은 석고를 1만 석 이상 보유해야 얻어지는 계급이었으며 9,999 석 이하의 경우 하타모토라는, 다이묘보다 낮은 계급이 부여되었다.
일본의 역사에서 막부가 정치의 중심으로 등장한 가마쿠라 시대에 다이묘는 가신단과 자체 병력을 거느린 지역의 유력자를 의미하였다. 무로마치 막부 말 무렵 센고쿠 시대에 들어서면서 다이묘는 독자적인 권력을 지닌 지역의 지배자로 성장하게 되었다. 센고쿠 시대 끝무렵 오다 노부나가는 복속시킨 다이묘들의 독자적 자치권을 인정하면서도 일정한 의무를 부과하는 주종관계를 맺었고, 도요토미 히데요시가 실시한 태합검지는 다이묘의 석고에 따른 서열 부여의 기반이 되었다. 도쿠가와 이에야스가 새롭게 막부를 열어 시작된 에도 시대에 들어 다이묘는 막번체제의 한 축으로서 막부와 주종관계를 맺고 각 번을 지배하는 번주로서 근세 다이묘가 되었다.
이렇듯 각 시대마다 다이묘의 성격에 차이가 있기 때문에 이를 구분하여 슈고 다이묘, 센고쿠 다이묘, 근세 다이묘 등으로 구분한다. 오랜 세월 일본의 정치와 사회에 막대한 영향력을 행사하였던 다이묘는 메이지 유신이후 이루어진 폐번치현의 과정에서 판적봉환으로 번주의 지위와 다이묘 신분을 상실하였으나 새롭게 신설된 일본의 근대 귀족 제도인 화족에 편입되었다.

## 기원과 명칭
헤이안 시대의 율령제는 토지를 국가 소유의 공령과 개인 소유인 장원 등의 사유지로 구분하였다. 이들 사유지의 지주는 가문의 이름인 가메이(家名)를 사용할 수 있도록 하였고 그 토지는 묘덴(名田)으로, 소유주를 묘슈(名主)라 하였다. 묘덴의 크고 작음에 따라 묘슈를 다이묘(大名)와 쇼묘(小名)로 구분한 것이 다이묘라는 명칭의 유래이다. 중세 시기에 들어 다이묘는 가문을 상징하는 가몬(家文), 자신을 보좌할 가신 등을 마련하며 지역의 유력자로 성장하였다.
무로마치 시대의 일본어 사전인 절용집(일본어: 節用集 세츠요슈[*])에서는 大名의 독음을 "다이메이"와 "다이묘" 두 가지로 들고 있다. 다이메이는 슈고 다이묘와 같은 대영주를 뜻하였고, 다이묘는 많은 토지를 지닌 부유층인 제니모치(銭持)를 뜻하였다. 에도 시대인 17세기 무렵 포르투갈의 예수회가 편찬한 일본어-포르투갈어 사전인 닛포사전(日葡辞書)에서는 다이메이와 다이묘 두 명칭이 불리지만 의미 구분은 명확하지 않다고 기술하고 있다. 이렇게 혼용되던 독음은 18세기 말인 간세이 시기 다이묘로 정착된 것으로 보인다.

## 중세

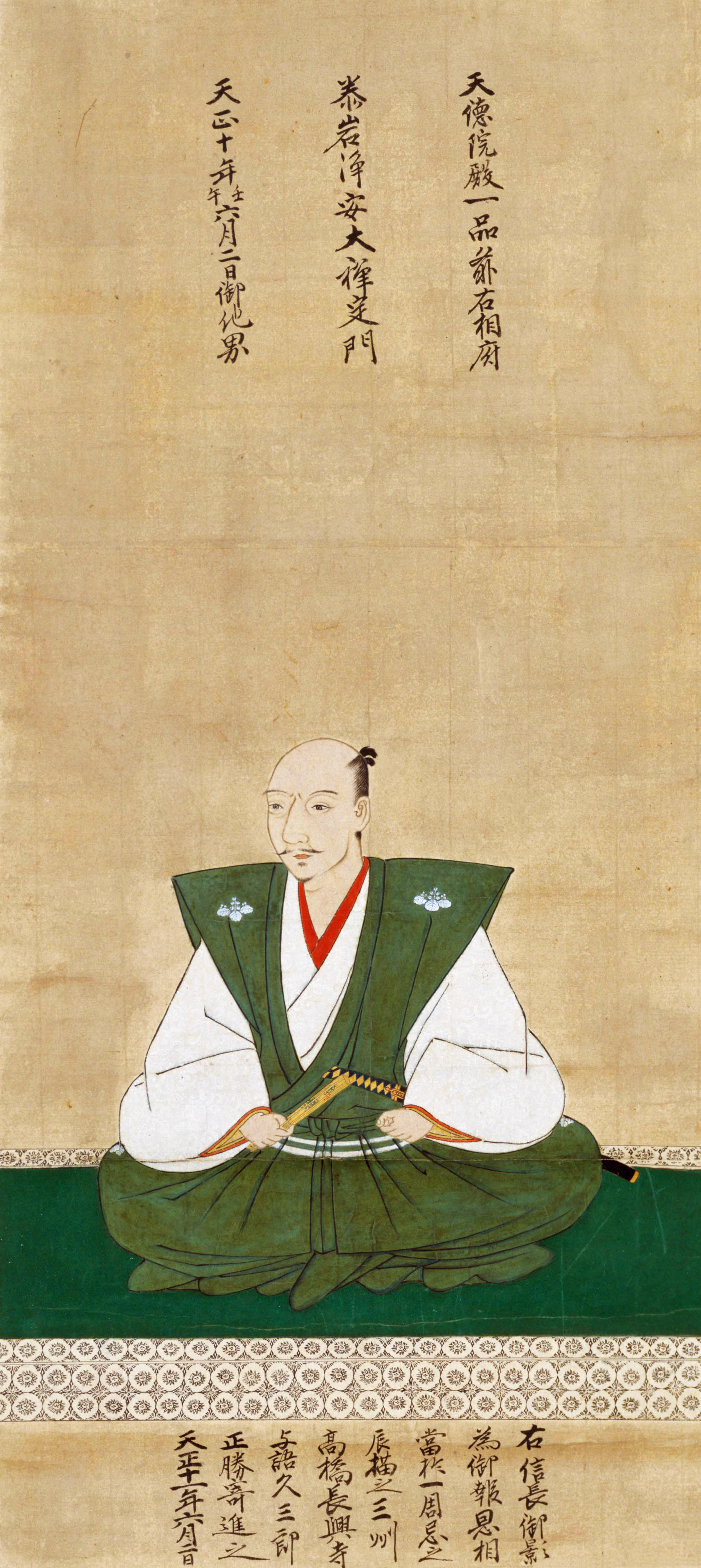
대표적인 센고쿠 다이묘 가운데 한 명인 오다 노부나가

나라 시대 이후 율령제 아래서 일본의 지방은 구니(國), 군(郡), 리(里)로 구분되었다. 일본의 구니는 이후 메이지 시대에 이르기까지 큰 변화 없이 지역을 구분하는 단위로 사용되었다.:90 한편 헤이안 시대 말 중앙정부가 귀족간 내분으로 약화되자 원래 혼슈 동부의 정복을 위해 파견되었던 정이대장군(쇼군) 미나모토노 요리토모가 가마쿠라 막부를 열면서 중앙정부는 더 이상 일본의 지방을 통제할 수 없게 되었다. 가마쿠라 막부는 기존에 천황이 파견하였던 지방관인 고쿠시(国司)를 대신하여 지방을 통제할 슈고를 임명하였다. 이로서 고쿠시는 명목상 관직으로 밀려나고 슈고가 각 구니의 실질적 지배자가 되었다.
아시카가 다카우지가 가마쿠라 막부를 무너뜨리고 고묘 천황을 옹립한 뒤 쇼군이 되어 무로마치 막부를 열자 일본의 황실은 남북의 두 천왕이 양립하게 되어 남북조 시대를 맞게 되었다. 이 시기 북조의 지방은 슈고가 일원적으로 지배하였으나 남조는 국대장(國大將)을 별도로 두고 있었다. 그러나 남조가 북조에 흡수되어 황실이 통합된 뒤 지방 실권자는 슈고로 일원화하였다. 애초에는 쇼군에 의해 파견된 지방관이었던 슈고는 남북조의 혼란기에 점차 토착화되었고 집권한 구니에 대한 수조권을 행사하여 독자적인 권력으로 자리잡게 되었다. 14세기 무렵이 되면 슈고의 지위에 대한 세습까지 인정되어 슈고 영국제(守護領國制)의 수장으로서 슈고 다이묘가 일반화하게 된다.:200-202
무로마치 막부 후반에 들어 막부의 영향력은 크게 감소하였고 지방의 유력자들은 구니나 군 단위로 독자적인 세력으로 성장하였다. 이들이 주변 세력과 복잡한 협력과 반목을 거치며 사실상 독립적인 영주로 성장하여 센고쿠 다이묘가 되었다. 센고쿠 다이묘들은 교토의 쇼군 마저 명목상 직위로 밀어내면서 자신의 영지에 대한 절대적 권력을 확보하게 되었다. 자체적인 무사 집단과 가신단을 거느린 센고쿠 다이묘들은 주변의 슈고나 크고 작은 다이묘의 영지를 병합하거나 복속시키면서 1백년이 넘는 상쟁을 벌였고 이 시기를 센고쿠 시대라고 부른다.
슈고 다이묘들이 기본적으로 쇼군의 지휘 아래에 있는 지방관이었던 것에 비해 센고쿠 다이묘는 보다 다양한 배경을 지니고 있었다. 일부는 슈고 다이묘가 자신의 영지에서 독자적 세력을 형성하며 센고쿠 다이묘로 변화한 사례도 있었으나 상당수의 다이묘는 슈고 다이묘를 축출하며 영향력을 구축한 평민 출신이었다. 최초의 센고쿠 다이묘라는 평가를 받는 호조 소운 역시 일개 낭인 출신에서 시작하여 오다와라성을 거점으로 한 고호조씨의 시조가 되었다. 한편 스루가 구니의 이마가와 요시모토와 같이 대대로 지배해 온 슈고 다이묘가 센고쿠 다이묘로 자리잡은 사례도 있다.
센고쿠 다이묘 가운데 하나였던 오다 노부나가는 주변의 다이묘를 복속시키거나 멸문시키면서 성장하여 결국 무로마치 막부의 마지막 쇼군인 아시카가 요시아키를 축출하였고, 뒤를 이은 도요토미 히데요시는 관백에 올라 허울뿐이었던 무로마치 막부를 종식시켰다. 도요토미 히데요시는 평민이 사사로이 무기를 소지하지 못하도록 하는 한편, 조정의 허가 없이 다이묘들이 독자적으로 전쟁을 벌일 수 없도록 하고, 세수 수취를 위한 토지 조사인 태합검지를 실시하여 다이묘들 사이의 석고를 정할 수 있는 기반을 마련하여 센고쿠 시대와 구별되는 근세 일본 체제를 구축하였다.

## 근세

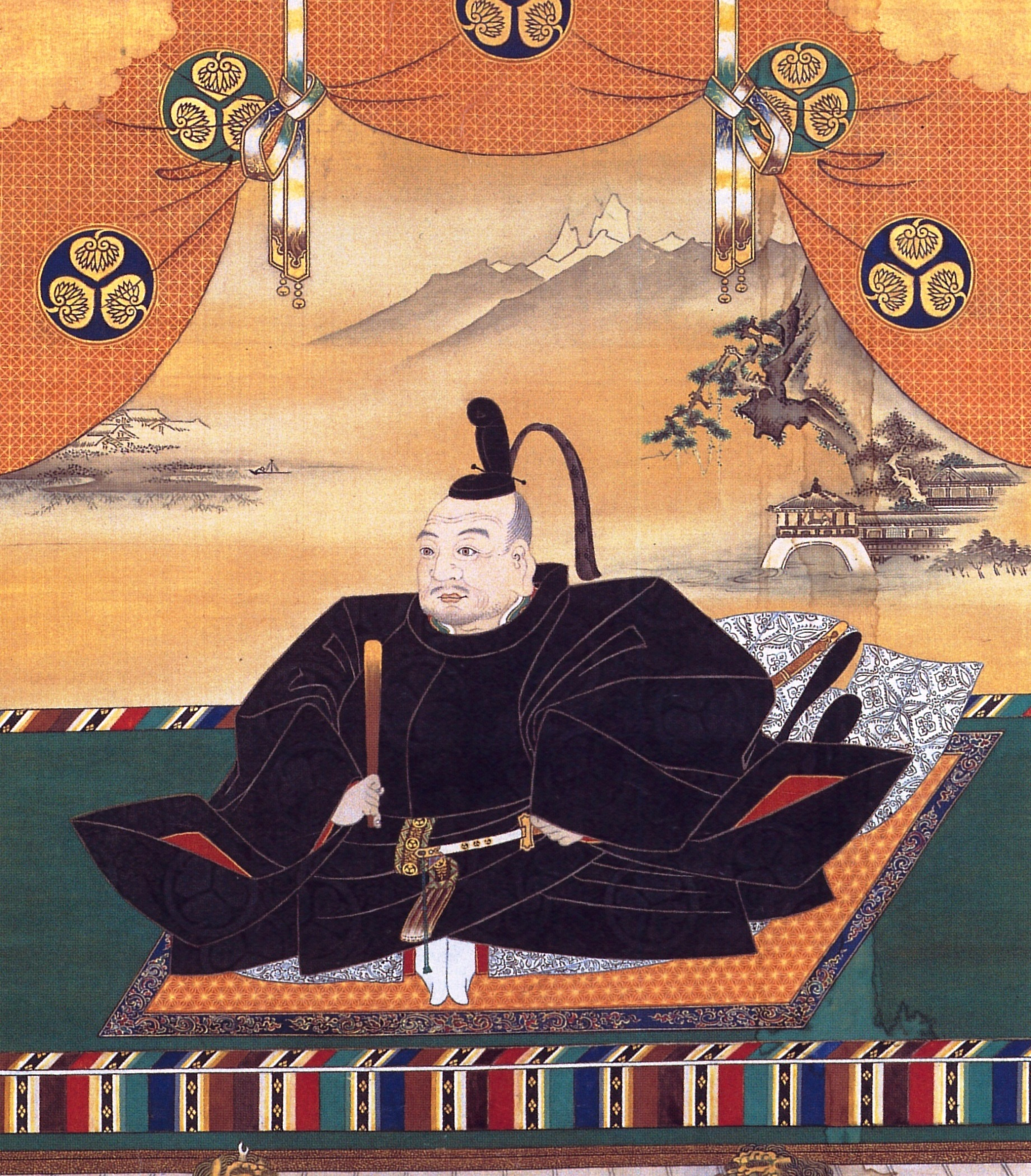
일본 역사상 가장 많은 고쿠다카를 보유한 거대 다이묘 도쿠가와 이에야스.

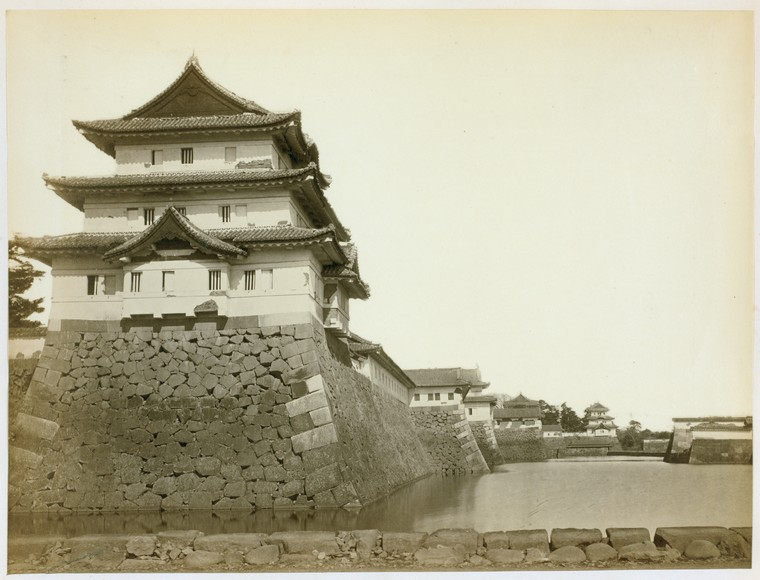
에도성은 에도 시기 막번체제의 핵심이었다.

도요토미 히데요시 사후 세키가하라 전투를 통해 권력의 정점에 오른 도쿠가와 이에야스가 에도에 새롭게 도쿠가와 막부를 열어 에도 시대가 시작되었다. 막부의 성립 과정에서 도요토미가의 편에 섰다 패배한 상당수의 다이묘들이 지위를 잃고 도쿠가와를 중심으로 판도가 재편되면서 다이묘 역시 1만석 이상의 석고를 갖는 영지인 번을 소유하는 번주로서 변화하게 되었다.
도쿠가와 막부는 세키가하라 전투 이전부터 자신들에게 복속하였던 주요 다이묘를 후다이 다이묘(譜代大名)로 그 이후에 복속한 다이묘는 도자마 다이묘(外様大名)로 구분하여 차등을 두었다. 후다이(譜代)라는 말은 대대로 충성을 지속하였다는 의미로 도쿠가와 가문 입장에서는 보다 신뢰할 수 있는 측근이었다. 도쿠가와는 본향인 미카와국에서 시작하여 오다 노부나가와 도요토미 히데요시 시기를 거치며 성장하였기 때문에 후다이 다미묘들 대부분은 동부 지역 출신일 수 밖에 없었고 조슈번이나 사쓰마번과 같은 서부의 주변부는 대부분 도자마 다이묘에 해당되었다.
도쿠가와 막부는 3대 쇼군 도쿠가와 이에미쓰에 이르러 에도성을 정점으로 하는 막번체제를 구축하였고 시조인 도쿠가와 이에야스를 신격화하여 배향한 신사인 동조궁을 설립하였다. 동조궁은 도쿠가와 가문의 사당이었기 때문에 가문의 일원으로 인정되는 다이묘 만이 참례할 수 있었다. 막부는 도쿠가와씨의 분가인 고산케(御三家)와 고산쿄(御三卿)뿐만 아니라 도쿠가와 이에야쓰가 성을 바꾸기 이전에 사용한 마쓰다이라씨(松平氏)를 주요 다이묘들에게 하사하여 가문의 일원으로 인정하고 동조궁 참례를 허용하였다. 마쓰다이라씨를 하사 받은 다이묘는 대부분 후다이 다이묘였으나 도자마 다이묘 가운데서도 규모가 큰 번의 경우엔 마쓰다이라씨를 하사하여 동조궁에 참례할 수 있게 하였다. 이렇게 도쿠가와 가문의 일원으로 인정된 다이묘를 신판 다이묘(親藩大名)라 한다. 한 번의 영주인 다이묘는 도쿠가와 막부와 주종관계를 맺고 영지에 대한 자치권을 인정 받는 대신 세수의 상납과 병력 및 노동력 제공의 의무를 지는 막번체제로 흡수되어 봉건 영주의 성격이 뚜렷해진 근세 다이묘가 되었다. 막번체제 아래서 근세 다이묘는 230년 간의 비교적 긴 평화로운 시대를 누렸다.
막부의 수장인 도쿠가와씨를 비롯하여 각지의 다이묘는 국가의 운영을 가문의 사업으로 보았고 이를 위해 가신단을 두었다. 다이묘와 가신은 가문 사이의 주종 관계로 파악되어 기본적으로 혈통을 통한 상하관계를 형성하였고 지위와 영지를 뜻하는 가독(家督)의 상속 역시 혈통을 우선하였지만, 경우에 따라서는 친족이나 다른 가문에서 양자를 들이거나 데릴사위를 들여 성씨를 물려주고 승계하도록 하였다. 센고쿠 시대를 얼마 지나지 않았던 에도 초기에는 가독 상속에 다양한 경우가 많았으나 점차 사회가 안정되면서 에도 후기에는 혈통이 가장 우선시되었다.
각 번의 규모는 적게는 간신히 1만석을 넘는 것부터 많게는 100만석이 넘는 가가번의 경우까지 다양하였다. 대략 260여 개의 번이 일본의 각지를 분할하고 있었는데, 종종 영지를 몰수하는 개역이 있기도 하였고 큰 규모의 번은 승계 과정에서 분할되여 지번으로 나뉘기도 하는 등의 변화가 있었기 때문에 늘 일정하지는 않았다. 번주의 지위는 적장자에게 물려주는 것이 원칙이었으나 후계자가 요절하거나 가문 내부의 분란이 발생하는 경우도 빈번하여다이묘는 자신의 지위 유지와 후계자의 무난한 승계를 위해 부단히 노력하여야 하였다. 에도 시기 전반에 걸쳐 다이묘 가문의 상속을 놓고 어가소동(御家騷動)이 있었으며 막부는 이의 조정을 이유로 번을 몰수하는 개역을 명령할 수 있었다. 몰수된 번은 막부의 직할령으로 두거나 조정을 거쳐 재분할 되기도 하였다. 1716년 종번인 하기번과 지번인 도쿠야마번 사이의 분쟁은 막부의 명령으로 도쿠야마번이 개역되어 하기번에 흡수되는 것으로 일단락되었지만, 남아있던 가신들과 주민들의 탄원으로 3년 뒤 다시 일어설 수 있었다. 개역으로 영지가 몰수되면 가신이었던 무사 역시  지위를 잃고 낭인으로 전락하는 경우가 허다하였다. 아코 사건으로 낭인이 된 무사들이 옛 주군을 위해 복수한 주신구라는 에도 후기 공연으로 각색되어 많은 인기를 얻었다.

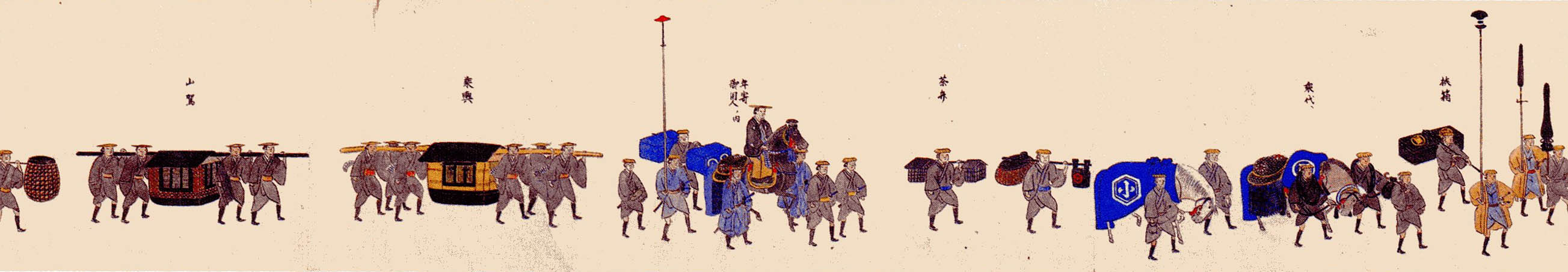
참근교대 행렬

에도 시기 일본의 각 지방은 번으로 세분되었다. 이전의 구니(國) 개념이 사라진 것은 아니었지만 지역을 가리키는 명칭 이상의 의미를 지니지는 못하였다. 번의 수장인 번주는 세습되었지만 막부의 임명을 전제로 하였다. 도쿠가와 막부는 직할령과 분가 관할령 이외의 번에 대해 자치를 인정하였으나 세수의 상납, 병력의 유지 및 동원, 참근교대 등의 의무를 지게 하였다. 번주가 의무를 다하지 않거나 가문에 문제가 발생할 경우 막부는 번주의 지위를 빼앗고 자신의 직할령으로 삼을 수 있었으며, 번주의 영지 이전을 명령할 수도 있었기 때문에 도쿠가와 쇼군은 근세 다이묘에 대한 압도적인 우위에 있으면서 이들을 적절히 통제할 수 있었다.
참근교대의 실시로 다이묘는 격년제로 영지와 에도를 번갈아 가며 생활하게 되었고 그 사이 정실 부인과 후계자인 적장자는 에도에 상주하여야 하였다. 에도에 상주하던 후계자는 가독을 상속할 때까지 줄곧 에도에서 생활하였고 다이묘가 되어서도 생의 절반을 에도에서 살아야 하였기 때문에 물리적 관계뿐만 아니라 문화적, 정신적 관계에서도 영지와는 거리가 있을 수 밖에 없었다. 그 사이 에도는 전국 각지에서 몰려든 다이묘와 그 가신들, 수행원들이 집결하여 거대 도시로 발전하게 되었다. 한편 다이묘가 영지를 떠나 부재중인 상황이 일상화되면서 영지의 운영에서 가신의 역할이 크게 늘어 핵심 가신인 가중(家中)을 비롯한 상하 번사들이 번의 행정을 책임지게 되었다.
센고쿠 시대의 군웅할거를 기원으로 하는 근세 다이묘는 시간이 흐르면서 근세 귀족으로 변화하였다. 이들은 에도 번저에서 호화로운 일본 정원을 가꾸었고 차실(茶室)을 마련하고 다이묘차로 대표되는 다도를 발달시키면서 난폭한 중세 무사에서 고상한 근세 귀족으로 변모하였다.

## 폐지

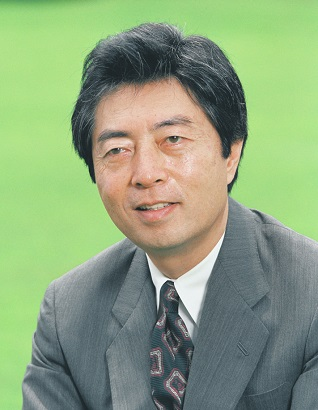
히고 호소카와가의 18대 당주였던 호소카와 모리히로는 일본의 제79대 총리를 역임하였다.

메이지 유신으로 대정봉환이 이루어 진 직후에도 각지의 번이 유지되며 다이묘의 지위가 인정되었으나 1871년 폐번치현으로 각지의 번이 중앙정부의 직할 지방 행정구역으로 재편됨에 따라 다미묘의 지위 역시 판적봉환과 함께 상실되었다. 메이지 정부는 다이묘의 반발을 우려하여 이들을 일본의 근대 귀족인 화족으로 편입하였다.
폐번치현은 보신 전쟁이후 각지의 번이 중앙정부에 언제든 다시 반기를 들 수 있다는 우려 속에 메이지 정부가 독단으로 강행한 위로부터의 쿠데타였지만 메이지 정부는 유화책을 제시하여 다이묘들의 불만을 누그러뜨릴 수 있었다.
에도 시기에는 번의 재정과 다이묘 가문의 재정이 분리되어 있지 않았기 때문에 막부 말기 다이묘들 가운데 상당수는 고질적인 재정적자 상태에 있었고 막대한 부채가 있는 경우가 허다하였다. 참근교대와 막부의 지시에 의한 토목 공사의 비용이 모두 다이묘의 책임 아래 지출되었기 때문이다. 메이지 정부는 이러한 부채를 폐지되는 번의 채무로 인정하여 정부가 부담하고 다이묘에게는 금록공채로서 기존 가록(家禄)의 30-40 %에 해당하는 이자 수익을 보장하였다. 부채상환 면제와 수익을 보장받게 된 다이묘들은 대부분 이 조치에 수긍하여 큰 반발없이 새로운 귀족체제에 편입되었다.:165-167
일본제국 시기까지 귀족으로서 생활하던 화족들은 제2차 세계대전 패전 이후 1947년 재정된 일본국헌법에 따라 작위가 폐지되었다. 귀족 제도는 폐지되었지만 가문 내부에서는 현재까지 당주를 승계하기도 한다. 예를 들어 일본의 총리를 역임한 호소카와 모리히로는 호소카와씨의 18대 당주이다.

## 같이 보기
- 석고
- 쇼군
- 사무라이
- 하타모토
- 슈고 다이묘
- 센고쿠 다이묘
- 번